# Николаевка (Роменский район)
Николаевка (укр. Миколаївка) — село,
Николаевский сельский совет,
Роменский район,
Сумская область,
Украина.
Код КОАТУУ — 5924186401. Население по переписи 2001 года составляло 604 человека .
Является административным центром Николаевского сельского совета, в который, кроме того, входят сёла
Горовое,
Житное,
Калиновка и
Погребы.

## Географическое положение
Село Николаевка находится на левом берегу реки Ромен,
выше по течению на расстоянии в 0,5 км расположено село Калиновка,
ниже по течению на расстоянии в 2,5 км расположен город Ромны,
на противоположном берегу — село Житное.
Вокруг села несколько ирригационных каналов.
Рядом проходит автомобильная дорога Т-1907.

## История
- Первое упоминание о селе Николаевка относится к концу XVII века.
- Вблизи села Николаевка обнаружен курганный могильник скифских времен.
- В XIX веке село было составе  Хмеловской волости Роменского уезда Полтавской губернии[2].

## Экономика
- Молочно-товарная ферма.

## Объекты социальной сферы
- Школа.